# テレビ東京のアナウンサー一覧
テレビ東京のアナウンサー一覧（テレビとうきょうのアナウンサーいちらん）は、テレビ東京 コンテンツ戦略局 アナウンス部に所属するアナウンサーを一覧にしたものである。

## 概要
- 日本の民放キー局・準キー局では（開局初期を除き）殆どのアナウンサーが新卒採用であるが、テレビ東京は開局当初から現在に至るまで他局からの移籍や中途入社者等が比較的に多い。女性アナウンサーは2000年代までに全員が新卒採用の"生え抜き"に切り替わったが、2016年、2017年、2024年に中途採用で女性アナウンサーを採用した。
- また、1980年代からテレビ東京社内の一般職からもアナウンサーを登用していた。1989年に従来の「アナウンス部」が廃止され、新たに「パーソナリティ室」を設置。他局のように枠を分けての採用を行わず、局内・外から多様な人材を募って配属した。この時期に入社したアナウンサーも一般職としての採用である。パーソナリティ室は1995年に「アナウンス室」に改組され、その後もこうした登用は続いたが1999年度から新卒アナウンサーの採用を再開。2004年には「編成局アナウンス部」に改組された。2019年6月1日に編成局が「総合編成局」へ改称、2023年4月1日に総合編成局が「コンテンツ戦略局」へと組織変更され現在へ至る。

## アナウンス部 管理職
- 男性 
  - 小高亮（アナウンス部長、コンテンツ戦略局次長兼務。前制作局クリエイティブ制作チーム部長。2024年4月1日 - [2]）
  - 島田弘久（専任部長）
  - 植草朋樹（担当部長）
  - 中川聡（チーフ）

- 女性 
  - 佐々木明子（フェロー）
  - 末武里佳子（担当部長[3]）
  - 水原恵理（デスク）

## 現職アナウンサー
入社年順に表記。
男性
- 1995年 - 島田弘久
- 2002年 - 植草朋樹、中川聡
- 2003年 - 矢内雄一郎
- 2009年 - 板垣龍佑
- 2018年 - 中垣正太郎
- 2021年 - 立川周[4]
- 2023年 - 長部稀、髙橋大悟[5]
- 2024年 - 神野裕[6]

女性
- 1992年 - 佐々木明子
- 1998年 - 末武里佳子
- 1999年 - 水原恵理
- 2002年 - 倉野麻里
- 2007年 - 繁田美貴
- 2008年 - 相内優香
- 2009年 - 狩野恵里
- 2017年 - 角谷暁子（育休中）、竹﨑由佳
- 2019年 - 田中瞳[7]
- 2021年 - 冨田有紀[4]
- 2022年 - 中原みなみ[8]、藤井由依[8]
- 2023年 - 中根舞美[5]
- 2024年 - 古旗笑佳[6]、松澤亜海[6]、嶺百花、山本倖千恵
- 2025年 - 齋藤陽[9]

## 元アナウンサー
入社年順に表記。前身・東京12チャンネル時代の所属者も含む。丸かっこ内の数字は編成局アナウンス部在籍期間。※はアナウンス部長経験者。

## 他部署へ異動
部署名は現在所属している部署である。
男性
- 1990年
  - 池谷亨（ - 2001年、チーフコメンテーター）
- 1991年
  - 梅津智史（ - 2002年。1990年の入社で、当初は営業局。プロデューサーとしてアニメ局に所属）
- 1992年
  - 久保田麻三留※（元NHK、- 2009年。アナウンサー時代に気象予報士の資格を取得した後に、解説委員として報道局のニュースセンターに所属）
  - 斉藤一也※（ - 2019年、報道局総合ニュースセンター エグゼクティブ・プロデューサー）
- 1993年
  - 大浜平太郎（ - 2003年、解説委員として報道局のニュースセンターに所属）
- 1994年
  - 小島秀公（ - 2021年、スポーツ局）
- 1996年
  - 大岡優一郎※（元NHK、- 2001年、2005年 - 2015年。テレビ東京ホールディングス内部監査室部長）
- 2004年
  - 増田和也（ - 2019年、営業局営業推進部）
- 2009年
  - 林克征（ - 2019年、イベントプロデューサー）
- 2020年
  - 島田一輝（ - 2023年、編成局）

女性
- 1993年
  - 吉野文（ - 2000年、1991年の入社。アニメ番組のプロデューサー）
- 1996年
  - 黒田多加恵（ - 1998年。1994年の入社で、当初は広報部、人事局厚生部）
- 1999年
  - 塩田真弓（ - 2002年、2012年 - 2018年。2002年から2012年まで報道局経済報道部所属、2018年より再び報道局所属）
- 2003年
  - 前田真理子（ - 2020年、編成局）
- 2004年
  - 滝井礼乃（ - 2016年、報道局）
- 2007年 
  - 前田海嘉（ - 2010年、2012年 - 2016年。編成局）
- 2016年 
  - 片渕茜（ - 2024年、報道局。アナウンサー時代の2023年度から担当していた『ニュースモーニングサテライト』のメインキャスターを異動後も継続）

### 歴代アナウンス部長
※アナウンサー非経験者
- 西山麻衣子（部長、2022年6月16日 - 2024年3月31日[10]）
- 柳川雅彦

## 退職者・物故者
丸かっこ内の数字はテレビ東京在籍期間。特記事項の無い人物は主にフリーアナウンサーやニュースキャスター、司会者、タレントとして活動している。●は故人で、アナウンサーとして在職中に急逝した人物を含む。

### 男性
- 1962年
  - 宮本高志※（元京都放送→南海放送、- 不明）
- 1964年
  - 金子勝彦●（元毎日放送、- 1994年。日本におけるサッカー実況の第一人者で、退職後の2012年に、放送関係者では初めての日本サッカー殿堂入りを果たした。2023年8月に死去）
  - 島田良夫（元中部日本放送、- 1997年。定年退職後も2003年まで将棋番組に出演）
  - 杉浦滋男●（元北海道放送→名古屋テレビ、- 1995年。系列支援施策の一環で、1982年 - 1984年にテレビ大阪、1989年から数年間テレビ北海道へ出向。1997年12月に死去）
  - 高田晃●（元朝日放送、- 不明）
  - 田原総一朗（ - 1971年。アナウンサー以外に、ジャーナリストや評論家などで活動をしていた）
  - 鶴岡巍（元フジテレビ、- 1994年）
  - 鳥山英二（元日経ラジオ社、- 不明）
  - 柳沢孝一（ - 不明）
- 1965年
  - 岡野忠元（ - 不明）
- 1967年
  - 宮和夫（元日本短波放送（現：ラジオNIKKEI）、- 不明）
- 1970年
  - 小倉智昭●（ - 1976年。2024年12月に死去）
- 1971年
  - 磯辺建臣（元栃木放送、- 1984年。杉浦に代わって、1984年にテレビ大阪へ出向。出向期間の満了後に、同局へ正式に移籍した）
  - 藤吉次郎●（ - 2007年。2023年4月に死去）
- 1974年 
  - 土居壮（ - 1992年）
- 1978年
  - 久保田光彦（ - 2005年。在職中から主に担当していたスポーツ中継の実況を、退職後もWOWOWやテレビ東京などで続けている。2008年から江戸川大学コミュニケーション学科の非常勤講師に就任）
- 1985年
  - 榎田卓央（ - 2009年。退職後は横浜市の民間人校長として、市立領家中学校・釜利谷中学校の校長を歴任）
- 1988年
  - 日高充（元ミヤギテレビ、- 2016年）
- 1990年
  - 中野好明（元新潟総合テレビ→テレビ朝日）
  - 四家秀治（元RKB毎日放送、- 2011年）
- 1998年
  - 山本薫（ - 2008年。1997年の入社で、入社当初は別部署。退職後に、ジャパネットたかたのMC社員やAmazonアジアパシフィック部門の広報責任者を歴任）
- 2001年
  - 赤平大（ - 2009年。「ナレーションの技術を極めたい」との理由でフリーアナウンサーに転身。転身後は、主にナレーションへ携わっているほか、日経CNBCの番組でキャスターを務めている）
- 2007年 
  - 高蝶恵介（ - 2008年）
- 2010年
  - 森田京之介（ - 2020年[11]。2021年より地元のトヨタ自動車へ転じた。渉外広報本部に所属しながら、テレビ東京でも放送される「トヨタイムズ」のCMに出演[12]）
- 2013年
  - 野沢春日（ - 2023年）
- 2015年
  - 田口尚平（ - 2020年。退職後はフリーアナウンサーとして活動するかたわら、2022年5月に株式会社Gamchewを設立）
- 2016年 
  - 原田修佑（ - 2022年。2022年8月から「atama plus」（育児・教育関連の企業）に勤務しながら、フリーアナウンサーとして活動[13]）

専属契約
- 平光淳之助（NHK退職後の1981年から専属契約を締結。契約期間の満了後も、フリーアナウンサーとしてニュース番組に出演していた）

### 女性
- 1964年
  - 佐野真由美（元九州朝日放送→関西テレビ、- 不明。元テレビ東京パーソナリティ室理事アナウンサー）
  - 宮崎絢子（元中部日本放送、- 1998年）
- 1971年
  - 川島真理子（ - 2009年）
- 1987年
  - 赤間裕子（元福島テレビ、- 1997年。在職中に一時、小早川毅彦と結婚。退職後は、出身地の宮城県仙台市へ帰郷するとともに、NHK仙台放送局のキャスターを2009年まで務めていた）
- 1988年
  - 阿部公江（ - 不明）
  - 小池百合子（ - 1992年。それ以前もフリーの立場で出演、退職後は国会議員を経て2016年より3期、東京都知事）
  - 土川由加（ - 1999年。退職後に、伊達公子の個人事務所の社長へ就任）
- 1989年
  - 大平雅美（元NHK高松放送局、- 1994年）
  - 春日美奈子（元群馬テレビ→テレビ静岡、 - 1995年）
  - 東海林克江（元IBC岩手放送、- 1991年）
  - 仲條亮子（ - 1991年。フリー転向を経てブルームバーグ情報テレビジョン社長、Google執行役員を歴任）
- 1990年
  - 柿崎元子（元青森放送、- 1996年）
  - 横井ひろみ（ - 1996年）
  - 矢玉みゆき（ - 1998年）
- 1991年
  - 田口恵美子（ - 1997年。入社当初は報道局の経済報道部に配属。退職後の1998年に松岡修造と結婚した。元・TBSアナウンサーで、田口壮との結婚後に「田口恵美子」名義でフリーアナウンサーやコラムニストとして活動している女性（旧本名：香川恵美子）とは別人）
  - 槇徳子（元中部日本放送、- 2007年。後に報道局の経済ニュースセンターへ異動。退職後にコンピュータ関連会社の社長へ就任）
  - 山形亜裕子（ - 1997年）
- 1994年
  - 八塩圭子（ - 2003年。1993年の入社で、当初は報道局の経済報道部に配属。在職中に金子達仁と結婚。退職後は、関西学院大学商学部の助教授→准教授、学習院大学経済学部経営学科の特別客員教授を経て、東洋学園大学で教授を務めている）
- 1995年
  - 茅原ますみ（ - 2005年。1987年の入社で、当初は報道局に配属。他部署への異動を経て2021年に退職。報道局の記者時代に、フジテレビアナウンサー（当時）の笠井信輔と結婚。退職後は家庭を優先する生活を送りつつも、単独（または笠井と共同）でメディアに登場することがある）
- 1997年
  - 家森幸子（ - 2002年。1995年の入社で、当初は営業局に配属。関川浩一夫人）
- 2000年
  - 龍田梨恵（ - 2005年）
  - 森本智子（ - 2021年[14]）
- 2001年
  - 大江麻理子（ - 2025年。2013年度にニューヨーク支局へ赴任していたが、帰任を機に報道局のキャスター職へ異動）
- 2002年
  - 大橋未歩（ - 2017年。在職中の2007年に、城石憲之（当時は東京ヤクルトスワローズの内野手）と結婚。2013年に軽度の脳梗塞で一時療養していたが、2015年に上出遼平（当時の後輩社員）と再婚した。退職後は、フリーアナウンサーとしての活動を経て、2023年4月から上出と共にニューヨークへ移住）
- 2004年
  - 松丸友紀（ - 2024年。退職後は、フリーアナウンサーやタレントとしてプロダクション人力舎に所属[15]。夫は日本競輪選手会の新田康仁）
- 2005年
  - 亀井京子（ - 2008年。読売ジャイアンツなどに投手として在籍していた林昌範との結婚を機に退職。出産などを経て、2010年からフリーアナウンサーとして活動している）
- 2006年
  - 大竹佐知（ - 2010年。在職中の2009年に、東京ヤクルトスワローズ外野手（当時）の青木宣親と結婚。「青木のサポートに専念したい」との理由で退職したため、退職後はフリーアナウンサーとして活動していないものの、青木に関する番組に「青木佐知」名義（結婚後の本名）で出演することがある）
- 2007年
  - 須黒清華（ - 2024年。退職後は、ベルキッスコーポレーション所属のフリーアナウンサーとして活動）
- 2008年
  - 秋元玲奈（ - 2021年。実姉はフジテレビの局員で、2018年まで同局のアナウンサーだった秋元優里）
- 2010年
  - 白石小百合（ - 2017年。退職後はフリーアナウンサーとして活動しながら、香水を販売する会社を設立）
- 2011年
  - 植田萌子（ - 2015年。2014年中に一般男性と結婚し退職。その後はフリーアナウンサーせずに活動無期限休止中）
  - 紺野あさ美（ - 2017年。同郷（北海道出身）の杉浦稔大（プロ野球投手）と結婚したことを機に退職。退職後は家庭を優先する生活を送りつつも、入社前にモーニング娘。の5期メンバーとして活動していた経歴などを背景に、「モーニング娘。OG」などの立場で番組に出演することがある）
- 2013年
  - 鷲見玲奈（ - 2020年。退職を機に、フリーアナウンサーとしてセント・フォースに所属する[16]。タレントや女優、司会者としても活動している）
- 2016年
  - 西野志海（元北海道テレビ放送、- 2022年。2020年3月からテレビ東京のニューヨーク支局へ赴任していたが、現地で体調を崩したことがきっかけで退職[17]）
  - 福田典子（元RKB毎日放送、- 2024年。退職を機に株式会社SCOグループの広報職へ転じたが、同社で認められている「副業」扱いのフリーアナウンサーとして社外でも活動）
- 2019年
  - 森香澄（ - 2023年。在職中からTikTokで人気を博していることを背景に、退職後はタレントや女優、声優、グラビアアイドルなどとしても活動）
  - 池谷実悠（ - 2024年）
- 石川真美（後に報道局国際部記者。退職後はサンフランシスコに移住しアメリカの日本酒業界に身を置く）
- 鈴木恵美子
- 原野佐希美
- 大谷正子（東京12チャンネル時代にNHKから移籍。1965年4月から『くらしの健康』（東京12チャンネルが初めて全国ネット向けに制作したレギュラー番組）の司会を務めていた）

## アナウンサー番組
- 女子アナクッキング〜教えて!料理のアナとツボ〜
- ブランニュー!
- 東京☆女子アナクルーズ
- PLASMA RADIO（InterFM）
- A×A ダブルエー
- 名言寄席
- アナオシ!
- 麻理子の部屋
- デジケン
- もえ×こん
- 鷲見玲奈、お肉 吟じます。